# Henri Charrière
Henri Charrière fr: ɑ̃ʀi ʃaʀiɛʀ (ur. 16 listopada 1906 w Saint-Étienne-de-Lugdarès, zm. 29 lipca 1973 w Madrycie) – francuski pisarz, autor autobiograficznej powieści Papillon, opisującej pobyt w kolonii karnej, oraz jej sequelu Banco.

## Życiorys
Gdy miał 17 lat, wstąpił do Francuskiej Marynarki Wojennej. Po dwóch latach wystąpił z niej, przeprowadził się do Paryża i utrzymywał się z drobnej przestępczości dzięki kontaktom z tamtejszym światem przestępczym. Ożenił się i miał córkę. W 1931 roku został fałszywie oskarżony o zabójstwo, chociaż postrzelony przyjaciel podał policji nazwisko zabójcy: Papillon Roger. Jednak pomylono go z Henri Charrière, przezywanym Papillon Pouce-coupé (od obciętego palca) i skazano go na zesłanie do kolonii karnej na Wyspie Diabelskiej. Trafił tam po krótkich pobytach w więzieniach w Caen i Saint-Laurent-du-Maroni. W 1933 roku udało mu się, wraz z kilkoma innymi osobami, uciec przez Trynidad i Curaçao do Ríohacha w Kolumbii. Jednak został ponownie zatrzymany i przetransportowany do więzienia, skąd po kilku dniach zbiegł do La Guajiry. Poznał tam dwie siostry, z którymi także miał dzieci. Został kolejny raz aresztowany i umieszczony w Santa Marta, a następnie w Barranquilla. Kilkukrotnie jeszcze uciekał z więzień, a ostatecznie wypuszczono go w 1945 roku. Zamieszkał na krótko w Caracas w Wenezueli, gdzie źródłem jego utrzymania było prowadzenie restauracji, by później powrócić do ojczyzny. W 1969 roku opisał swoje wspomnienia w powieści „Papillon”, która znalazła milion nabywców we Francji. W 1973 wydał powieść Banco, zawierającą dalszą część wspomnień – życie na wolności. Zmarł w wieku 66 lat na raka krtani. Zainteresowanie książką „Papillon” spowodowało, że powstał filmy:
- Papillon z 1973, w którym główną rolę zagrał Steve McQueen[2].
- Papillon z 2017, w którym główną rolę zagrał Charlie Hunnam.